# Spyker C8 Laviolette
De Spyker C8 Laviolette is ontworpen en gebouwd door Maarten de Bruijn. Het is de coupéversie van de Spyker C8, het eerste model van het Nederlandse merk Spyker uit Zeewolde.  De auto is vernoemd naar de Belgische ingenieur Joseph Valentin Laviolette, die meehielp de eerste modellen van het oorspronkelijke Spyker te ontwikkelen.
Op de AutoRAI van 2001 werd dit model voor het eerst aan het publiek getoond. In en op de auto zijn verschillende verwijzingen te zien naar vliegtuigen, die Spyker maakte tussen 1915 en 1919.
De motor in de auto komt van Audi en is ook verantwoordelijk voor de voortstuwing van veel auto's van dat merk. Deze motor brengt de Spyker tot 300 km/u en accelereert tot 100km/u in 4.5 seconden. 
Voor het maken van het koetswerk is Coventry Prototype Panels uit het Engelse Coventry verantwoordelijk. De Laviolette is voor het grootste deel gemaakt van aluminium, om het gewicht laag te houden. Dit is terug te zien in het relatief lage gewicht.
Huidige modellen:
C8 · C8 Aileron · C8 Laviolette · C8 Preliator · 
C12 ·
MF1 M16 ·
D8 Peking-To-Paris ·
D12 Peking-To-Paris ·
Spyker F8-VII
Toekomstige modellen:
E8 ·
E12